# Göran Nicklasson
Göran Nicklasson (* 20. August 1942; † 27. Januar 2018 in Åmål) war ein schwedischer Fußballspieler. Der Mittelfeldspieler, der 1969 mit IFK Göteborg den Von-Rosens-Pokal für den schwedischen Landesmeistertitel gewann, nahm mit der schwedischen Fußballnationalmannschaft an der Fußball-Weltmeisterschaft 1970 in Mexiko teil.

## Werdegang
Nicklasson begann mit dem Fußballspielen beim IF Viken in seiner Heimatstadt Åmål, von dort wechselte er zum GIF Sundsvall. 1964 unterzeichnete er einen Vertrag beim IFK Göteborg. Da sich die Vereine jedoch nicht auf die Ablösemodalitäten einigen konnten, blieb der Spieler zunächst ein Jahr gesperrt – der erste derartige Fall im schwedischen Fußball. Ab 1965 leif er für die Blau-Weißen in der Allsvenskan auf, mit denen er unter Manager Bertil Johansson und Mitspielern wie Torschützenkönig Reine Almqvist und Reine Feldt vor Malmö FF elf Jahre nach dem letzten Titelgewinn Meister in der Spielzeit 1969 wurde. Überraschend stieg IFK Göteborg in der folgenden Spielzeit – wie auch der Lokalrivale GAIS – in die zweite Liga ab. Im Europapokal der Landesmeister 1970/71 scheiterte man an dem polnischen Meister Legia Warschau in der ersten Runde (0:4, 1:2). Später kehrte er zu GIF Sundsvall zurück, wo er nach zwei Spielzeiten seine aktive Laufbahn beendete. Anschließend war er hauptberuflich bei einer Firma in Sundsvall tätig, ehe er für seinen Lebensabend zurück nach Åmål zog.
Nicklasson spielte zudem für die schwedische Nationalmannschaft. Mit der Landesauswahl nahm er an der Weltmeisterschaft 1970 teil. Am 1. November 1969 war er beim WM-Qualifikationsspiel in Paris gegen Frankreich (0:3) an der Seite von Mitspielern wie Ronnie Hellström, Björn Nordqvist, Roger Magnusson, Bo Larsson und Ove Grahn aufgelaufen. Unter Trainer Orvar Bergmark gehörte er bei der Weltmeisterschaftsendrunde in Mexiko als einziger IFK-Spieler zum WM-Kader und kam in zwei Gruppenspielen, der 0:1-Niederlage gegen Italien und dem 1:0-Erfolg über Uruguay im abschließenden Gruppenspiel zum Einsatz. Trotz des Erfolges, bei dem der für Nicklasson eingewechselte Ove Grahn in der 84. Spielminute den einzigen Treffer der Partie erzielt hatte, verpasste die Mannschaft punktgleich mit den Südamerikanern aufgrund der um ein Tor schlechteren Tordifferenz den Aufstieg in die K.O.-Runde.

## Nachweise
1. 1 2 3  aftonbladet.se: „Göran "Pisa" Nicklasson död“ vom 29. Januar 2018
2. 1 2  expressen.se: „IFK-legendaren har avlidit – blev 75 år“ vom 29. Januar 2018

| Personendaten    | Personendaten               |
| ---------------- | --------------------------- |
| NAME             | Nicklasson, Göran           |
| KURZBESCHREIBUNG | schwedischer Fußballspieler |
| GEBURTSDATUM     | 20. August 1942             |
| STERBEDATUM      | 27. Januar 2018             |
| STERBEORT        | Åmål, Schweden              |